# À tout casser (chanson)
Pour l’article homonyme, voir À tout casser.
Singles de Johnny Hallyday
L'histoire de Bonnie and Clyde - Le mauvais rêve
(1968) Entre mes mains
(1968)
À tout casser est une chanson de Johnny Hallyday, bande originale du film de John Berry à laquelle elle emprunte son titre et dans lequel joue le chanteur aux côtés, notamment, d'Eddie Constantine, en 1968.
À tout casser sort en avril 1968 en 45 tours et super 45 tours, puis en juin sur l'album Jeune homme.

## Histoire
Produite par Mick Jones, Tommy Brown et Lee Hallyday, À tout casser est composée, en collaboration avec son batteur Tommy Brown, par Johnny Hallyday sur des paroles de Georges Aber.
Le guitariste Jimmy Page participe à l'enregistrement et son solo à la guitare électrique possiblement joué avec un archet est particulièrement remarqué.
À partir de sa tournée d'été de 1968 et jusqu'à celle de l'été 1971, Johnny Hallyday ouvre chacun de ses tours de chant par À tout casser,,,, notamment lors de son spectacle au Palais des sports de Paris en 1969.

### Sessions d'enregistrements et musiciens
Nota, sources pour l'ensemble de la section, (sauf indications contraires) :
À tout casser est enregistrée, les 13, 19, 25 et 28 septembre 1967, à Paris aux studios Blanqui et La Gaité, ainsi qu'aux studios Olympic Sound et Chappell Recording à Londres par les musiciens suivants : 
The Blackburds (orchestre de Johnny Hallyday) :
- Micky Jones : guitare solo
- Gérard "Papillon" Fournier : basse
- Tommy Brown : batterie
- Raymond Donnez : claviers, harmonica
- Jean Tosan : saxophone
- Sam Kelly : percussions

Musicien additionnel :
- Jimmy Page  : guitare solo (aux cours des mêmes sessions studios, le guitariste anglais participe également à l'enregistrement de la chanson Psychedelic[9])

## Discographie
1968 :
- 2 avril : 45 tours Philips B 370.639 F

A. À tout casser (2:48)
B. Cheval d'acier (2:29),
- 8 avril : super 45 tours Philips 437.428 BE :

A. À tout casser (2:48), Ma vie à t'aimer (2:55)
B. Cheval d'acier (2:29), Quand l'aigle est blessé (2:18)
- 24 juin : 33 tours Philips 844 855 BY Jeune homme[12]

Versions enregistrées en public :
- Live Grenoble 1968 (enregistré lors d'un Musicorama, ce récital demeure inédit au disque jusqu'en 2012[13])
- 14 novembre 1969 : 33 tours Philips 849 468 BY Que je t'aime (enregistré en public en Palais des sports de Paris)[14]
- Johnny Live Port Barcarès 1969 (resté inédit jusqu'en 2020, sortie posthume)
- Johnny Hallyday live Cambrai 4 sept. 1970 (resté inédit jusqu'en 2022, sortie posthume)
- 1993 : album Parc des Princes 1993 (incluse dans un medley)[15]

## Réception
Le titre a atteint la 4e place des ventes de singles en France et s'est écoulé à plus de 100 000 exemplaires.

### Classements hebdomadaires
| Classement (1968)                       | Meilleure position |
| --------------------------------------- | ------------------ |
| Belgique (Wallonie Ultratop 50 Singles) | 11                 |
| France                                  | 4                  |

## Reprise
En 2022, Yarol Poupaud dans son album Fils de personne, reprend À tout casser.